# 理義字
理義字（りぎじ）は、江戸期の往来物『童子字尽安見』の章の「理義字集」として現れる言葉である。「理義字集」には、同じ漢字を3つ組み合わせて構成される漢字（品字様）、2つ組み合わせて構成される漢字、奇字が144項目収められている。
「同じ形（2つないし3つ）の組み合わせで構成される漢字」と説明されることもあるが、『童子字尽安見』などから離れ「理義字」を「同じ形（2つないし3つ）の組み合わせで構成される漢字」とするのは、2008年にWikipedia日本語版に立項される以前には見られず、Wikipedia日本語版の誤解によって広まった可能性が高い。

## 概要
「理義字集」は『童子字尽安見』（正徳6年〈1716年〉刊）に現れる章で、144項目の漢字が収められている。この144項目には「凹」「孕」など同形反復によらないものもあり、「同じ形（2つないし3つ）の組み合わせで構成される漢字」という意味では用いられていない。
また、Wikipedia日本語版「理義字（本記事）」では「同じ漢字を2つ組み合わせて構成される漢字」と説明された時期もあったが、定義の典拠となった「理義字集」の実態に即しておらず、極めて不適切である。
『童子字尽安見』以外にも『門引節用万宝蔵』、『早引文字通』、『年中往来用文章』の鼇頭(書物の本文の上欄の書き入れ)に「理義字集」が現れるが、いずれも『童子字尽安見』「理義字集」の144項目を引き継いだもので、『童子字尽安見』の「理義字集」が最も古いと考えられている。

### 同形反復の漢字として解釈された経緯
2008年12月に「同じ漢字を三つ集めて構成されている漢字」という項目から「理義字」への移動が提案され、Wikipedia日本語版に新しく「理義字」の項目が立てられる。ここで「理義字」が「同じ漢字2つないし3つで構成される俗字」と定義される。
このように定義されたのは、「往来物倶楽部」の「往来物解題（抄）」の『童子字尽安見』の項目に「理義字集（同字三字あるいは二字で作った俗字）」とあり、『年中往来用文章』に「理義字集（字形の似通った漢字などを集める）」と記述されていたことによると考えられている。『童子字尽安見』や『年中往来用文章』から離れ、一般的に「理義字」を「同じ形（2つないし3つ）の組み合わせで構成される漢字」と解釈するものは、2008年、Wikipedia日本語版に「理義字」が立項される前には見られない。

## 同形反復の漢字
同形反復の漢字には様々な種類がある。
組み合わされた字は「火」と「炎」など元の字義に近似した概念の意味を持つ場合が多いが、「𠔁」（「分ける」を意味するが、「八」自体に元々「分ける」の意味がある）、「艸」（「草」の本字。草を描いた象形文字をふたつ重ねたもの）など、元の文字と意味が変わらない場合も有る。また、「竝」（「並」の本字。二者が並んで立っている会意文字）や「競」（二者が競い合うあるいは言い争う様子の会意文字）、「㹜」（二匹の犬が互いにかみ合う様子）など、二者の間の物事を表す会意文字である場合もある。又、同じ漢字が複数有ることによって数の多さなどを表している漢字も有る（「木」と「林」と「森」、「車」と「轟」など）。
「亖」（「四」の本字。四本の棒を描いた指事字）、「㐂」（「喜」の草書体を楷書に再変換したもの）など、漢字の組み合わせで作られたわけではないが結果的にそのように見える字も存在する。

### 画数
同形反復の漢字は、画数ももとの漢字の2倍、3倍となることから、必然的に画数が多くなる傾向にある。例えば、「森」（12画）は日本の教育過程では小学1年生に割り当てられた教育漢字であり、実質、最初に学習する同じ漢字を3つ組み合わせて構成される漢字であるが、小学1年生に割り当てられた教育漢字の中で最も画数が多い。

## 同形反復の漢字の例

### 同じ漢字を2つ組み合わせて構成される漢字
| 漢字 | 音読み         | 訓読み                 | 意味             |
| ---- | -------------- | ---------------------- | ---------------- |
| 从   | ジュウ、ショウ | したが-う、したが-える | 「従」の異体字   |
| 厸   | リン           | となり                 | 「隣」の古字     |
| 双   | ソウ           | ふた                   |                  |
| 夶   | ヒ             | くら-べる              | 「比」の古字     |
| 奻   | ダン           |                        | 言い争うさま     |
| 孖   | シ             | ふたご                 |                  |
| 幵   | ケン           | たい                   | 揃っているさま   |
| 弜   | キョウ、ゴウ   | つよ-い こわ-い        | 強い             |
| 艸   | ソウ           | くさ                   | 草               |
| 竝   | ヘイ           | なみ                   | 「並」の異体字   |
| 羽   | ウ             | は、はね               |                  |
| 林   | リン           | はやし                 |                  |
| 弱   | ジャク         | よわ-い                |                  |
| 兢   | キョウ         |                        | つつしむ、恐れる |
| 競   | キョウ、ケイ   | きそ-う、せ-る         |                  |
| 竸   | キョウ、ケイ   | きそ-う、せ-る         | 「競」の異体字   |
| 朋   | ホウ           | とも                   | 友達             |
| 䖵   | コン           |                        | 昆虫             |
| 祘   | サン           | かぞ-える              | よく見て数える   |
| 喆   | テツ           | あき-らか              | 「哲」の異体字   |
| 絲   | シ             | いと                   | 「糸」の旧字体   |
| 甡   | シン           |                        | 多いさま         |
| 兓   | シン、サン     |                        | 鋭い、尖る       |
| 兟   | シン           |                        | 進むさま         |
| 昍   | ケン           |                        | 明らかなさま     |
| 槑   | バイ           |                        | 「梅」の古字     |
| 誩   | ケイ           |                        | 競う、言い争う   |
| 囍   | キ             |                        | 双喜紋を参照     |
| 虤   | ガン           |                        | 虎が怒るさま     |
| 龖   | トウ           |                        | 龍の飛ぶさま     |

### 同じ漢字を3つ組み合わせて構成される漢字
この形の漢字を特に品字様と呼ぶ。この呼称は『新撰字鏡』に見られる。
| 漢字 | 音読み                 | 訓読み                   | 意味                              |
| ---- | ---------------------- | ------------------------ | --------------------------------- |
| 森   | シン                   | もり                     |                                   |
| 品   | ヒン                   | しな                     |                                   |
| 晶   | ショウ                 |                          | あきらか、澄んで輝いている        |
| 轟   | ゴウ                   | とどろ-く                | 大きな音                          |
| 姦   | カン、ケン             | かしま-しい              |                                   |
| 毳   | ゼイ、セイ             | むくげ、けば、やわらかい | 細くて柔らかい毛                  |
| 蟲   | チュウ                 | むし                     | 「虫」の旧字体                    |
| 犇   | ホン                   | ひしめ-く                |                                   |
| 贔   | ヒ、ヒイ               | いかる                   |                                   |
| 磊   | ライ                   |                          | 小さなことに拘らないこと          |
| 矗   | チク                   | そびえる                 |                                   |
| 驫   | シュウ、ヒュウ、ヒョウ |                          | たくさんの馬が駆けること          |
| 麤   | ソ                     | あら-い                  |                                   |
| 灥   | シュン、セン           | いずみ                   | 多くの泉、泉                      |
| 厵   | ゲン                   | みなもと                 | 「原」の古字、「源」と同字        |
| 鱻   | セン                   |                          | あたらしい、少ない                |
| 龘   | トウ                   |                          | 竜が空を行くさま、 「龖」の異体字 |
| 㐂   | キ                     | よろこ-ぶ                | 「喜」の異体字。草書体に由来。    |
| 淼   | ビョウ                 | ひろ-い                  | 水が広々と果てしないさま          |
| 焱   | エン                   | ほのお                   | 火花、火の盛んなさま              |
| 鑫   | キン、クン             |                          | 金が増える、鉢、碗                |
| 垚   | ギョウ                 |                          | 土の高いさま                      |
| 众   | ギン                   |                          | 人が多く立つ、また「衆」の簡体字  |
| 猋   | ヒョウ                 | つむじかぜ               | 犬が群れをなして走るさま          |
| 叒   | ジャク                 |                          | 「若」の原字、したがう            |
| 厽   | ルイ                   |                          | 土を積み重ねる                    |
| 芔   | キ                     |                          | 「卉」の本字                      |
| 歮   | ジュウ                 |                          | 「渋」と同字                      |
| 惢   | サ、ズイ               |                          | 疑う、しべ(蕊)                    |
| 畾   | ライ                   |                          | 田間の地、砦                      |
| 羴   | セン                   | なまぐさ-い              | 羊のにおい                        |
| 舙   | カ                     |                          | 言葉を翻す                        |
| 嚞   | テツ                   |                          | 「哲」の古字                      |
| 譶   | トウ                   |                          | 早口、早口で喋る                  |
| 壵   | ソウ                   | さか-ん                  | 盛んな様                          |
| 聶   | ジョウ                 | ささや-く                | 小さな声で喋る、耳打ちする        |
| 劦   | キョウ、ギョウ         |                          | かなう                            |
| 刕   | レイ、シュウ           |                          | 割く 「州」の異体字               |

### 同じ漢字を4つ組み合わせて構成される漢字
| 漢字 | 音読み       | 訓読み  | 意味                      |
| ---- | ------------ | ------- | ------------------------- |
| 𠈌   | グ           | おそれ  | 「虞」の古字 8画          |
| 㠭   | テン         | の-ばす | 「展」の古字 12画         |
| 㵘   | マン、バン   |         | 水の満ち溢れるさま 16画   |
| 朤   | ロウ         |         | 「朗」の古字 16画         |
| 𥗉   | ライ         |         | 「磊」と同字 20画         |
| 𥷹   | ボウ、モウ   |         | 義未詳 24画               |
| 𧮦   | シ           |         | 義未詳 28画               |
| 𣡾   | コ           |         | 義未詳 32画               |
| 𩙡   | ホウ         |         | 風 36画                   |
| 𩇔   | ノウ         |         | 雲が広がっているさま 48画 |
| 䨻   | ホウ、ビョウ |         | 雷の音 52画               |
| 𪚥   | テツ、テチ   |         | 言葉が多いこと、多言 64画 |
| 𠔻   | セイ         |         | 義未詳 64画               |
| 𰽔   |              | かがみ  | 「鏡」の異体字 76画       |

### 上下に同じ漢字を2つ組み合わせて構成される漢字
| 漢字 | 音読み | 訓読み   | 意味                                 |
| ---- | ------ | -------- | ------------------------------------ |
| 亖   | シ     | よ、よん | 「四」の異体字                       |
| 仌   | ヒョウ | こおり   | 「氷」の原字である「冫」の古字(篆文) |
| 圭   | ケイ   | たま     | 一升の十万分の一                     |
| 炎   | エン   | ほのお   |                                      |
| 𠎳   | ヨ     |          |                                      |